# WarGames – Kriegsspiele
WarGames – Kriegsspiele ist ein US-amerikanischer Film von John Badham aus dem Jahr 1983. Die Hauptrollen spielten Matthew Broderick und Ally Sheedy. Der Film spielt im Jahr 1983 während des Kalten Kriegs und thematisiert die Gefahr eines durch Software-Fehler ausgelösten Atomkriegs zwischen den USA und der Sowjetunion. Der Film startete am 7. Oktober 1983 in den bundesdeutschen Kinos.

## Handlung
Zu Beginn des Films wird in einer Rückblende gezeigt, wie die strategischen Luftstreitkräfte der USA einen sowjetischen Angriff auf die Vereinigten Staaten simulieren, um die Verteidigungsbereitschaft der USA im Rahmen der nuklearen Abschreckung einschließlich der Ausführung eines zeitnahen Gegenschlags durch Interkontinentalraketen mit Nuklearsprengköpfen zu überprüfen. Dabei verweigerten 22 Prozent der Soldaten in den Raketensilos – die nicht wissen, dass es sich nur um eine Übung handelt – wegen moralischer Bedenken den Abschussbefehl. Um diesen menschlichen Faktor zu eliminieren, wird die Kontrolle über die Abschussmechanismen einem Expertensystem, dem in der Kommandozentrale NORAD befindlichen lernfähigen Computer WOPR (War Operation Plan Response), übertragen, dessen Aufgabe es bisher war, durch Simulationen die erfolgversprechendste Taktik für einen Dritten Weltkrieg zu bestimmen. Nun können die Raketen von WOPR direkt von NORAD aus gestartet werden; in den Raketensilos vor Ort sitzen keine Menschen mehr.
Der Computer-begeisterte Schüler David Lightman aus Seattle versucht sich mit seinem IMSAI-Mikrocomputer in das Computersystem eines Spieleherstellers zu hacken, um sich die neuesten Spiele herunterzuladen. Mit seinem Akustikkoppler wählt er nacheinander alle Telefonnummern in Sunnyvale in Kalifornien an, dem Firmensitz des Spieleherstellers. Es gelingt ihm auch, in ein vielversprechendes System einzudringen – allerdings ist es nicht das des Herstellers, sondern WOPR, der über eine normale Telefonnummer erreichbar ist. Mit Hilfe seiner Freundin Jennifer entdeckt David eine immer noch aktive „Hintertür“ des ursprünglichen Programmierers, die es ihm ermöglicht, in WOPR einzudringen.
In Verkennung der Situation startet David aus dem Spiele-Angebot, das auch Schach und Poker umfasst, die strategische Simulation „Weltweiter thermonuklearer Krieg“. Er wählt die sowjetische Seite und startet einen atomaren Erstschlag gegen die USA. Auf dem Überwachungssystem von NORAD erscheinen die von David in der Spielumgebung abgefeuerten Raketen allerdings wie ein echter Angriff, der umgehend echte Verteidigungsaktionen wie den Alarmstart von Abfangjägern auslöst, die allerdings keine feindlichen Flugzeuge oder Raketen feststellen können. Als David beim Spielen von seinen Eltern unterbrochen wird, trennt er die Verbindung zu WOPR, woraufhin die vermeintlich anfliegenden feindlichen Flugkörper von den NORAD-Bildschirmen verschwinden.
Davids unautorisiertes Eindringen in das NORAD-System war allerdings entdeckt worden, er wird verhaftet und ins NORAD-Hauptquartier gebracht, weil er für einen feindlichen Agenten gehalten wird. WOPR fährt indessen mit der einmal gestarteten Simulation fort, weshalb immer neue Angriffe von sowjetischer Seite wie etwa massenweise Raketenstarts gemeldet werden. David erkennt die Ursache und die damit verbundenen Gefahren, findet aber kein Gehör. Er flieht von NORAD, indem er sich unbemerkt einer Besuchergruppe anschließt. Mit seiner Freundin macht er sich auf die Suche nach Stephen Falken, dem ursprünglichen WOPR-Entwickler, der unter anderem Namen auf einer Insel lebt, und bittet ihn um Hilfe. Falken lehnt dies zunächst ab und begründet seine Weigerung mit der Überzeugung, dass jede vorherrschende Zivilisation einmal untergehen müsse, damit es zu einem globalen Neuanfang kommen könne, vergleichbar mit dem Aussterben der Dinosaurier. David und Jennifer versuchen zunächst erfolglos, die Insel zu verlassen, werden dann aber von Falken – der es sich anders überlegt hat – mit einem Hubschrauber eingeholt; die drei fliegen zum NORAD-Hauptquartier. Dort war aufgrund der vermeintlich immer stärkeren Bedrohung durch die von WOPR simulierten Angriffe vom befehlshabenden General die Verteidigungsstufe von DEFCON 5 („DEFense Readiness CONdition“, dt.: „Zustand der Verteidigungsbereitschaft“) schrittweise bis zur Stufe DEFCON 1 („höchste Alarmbereitschaft“) erhöht worden.
Falken – in NORAD noch gut bekannt – überzeugt den General, einen Gegenschlag erst dann auszuführen, wenn die laut Bildschirmen anfliegenden Raketen auch tatsächlich einschlagen. Nachdem WOPR mehrere Einschläge auf amerikanischem Boden angezeigt hat, die vermeintlich zerstörten Ziele aber per Telefon versichern, dass es gar keinen Angriff gegeben hat, wird klar, dass es sich nur um eine Simulation von WOPR gehandelt hat.
Doch damit ist die Gefahr nicht gebannt: WOPR ignoriert die Anweisung, die Simulation zu beenden, und versucht weiterhin, den „Krieg“ zu gewinnen. Da WOPR bei DEFCON 1 die Atomraketen eigenmächtig starten kann, benötigt er nur noch den Abschusscode. WOPR einfach „abzuschalten“, ist keine Lösung, da die Atomraketen-Silos das als Zerstörung von NORAD interpretieren und die Raketen automatisch starten würden. Durch seine große Rechenleistung wird WOPR nur wenige Minuten brauchen, um den Code zu ermitteln. David gibt WOPR daraufhin den Befehl, parallel Tic-Tac-Toe gegen sich selbst zu spielen. WOPR erkennt, dass es dafür keine siegreiche Taktik gibt, und lernt auf diese Weise, dass es offensichtlich Spiele ohne Sieger geben kann. Obwohl WOPR den Abschusscode für die Atomraketen mittlerweile gefunden hat, startet er die Raketen nicht, sondern probiert auch in der Simulation des „Globalen thermonuklaren Kriegs“ alle Atomkriegsstrategien durch und erkennt, dass auch davon keine siegreich wäre. Mit den Worten „Ein seltsames Spiel. Der einzige gewinnbringende Zug ist, nicht zu spielen.“ („A strange game. The only winning move is not to play.“) beendet WOPR die Simulation und damit auch die realen Vorbereitungen zum Start der Atomraketen. Stattdessen fragt er Falken, ob er nicht lieber eine Partie Schach spielen würde („How about a nice game of chess?“).

## Synchronisation
Die deutsche Synchronisation entstand unter der Regie von John Pauls-Harding nach einem Dialogbuch von Franz Josef Fiedler im Auftrag der Elite Film GmbH, München.
| Rolle                        | Darsteller        | Sprecher            |
| ---------------------------- | ----------------- | ------------------- |
| David Lightman               | Matthew Broderick | Martin Halm         |
| Dr. John McKittrick          | Dabney Coleman    | Hartmut Reck        |
| Dr. Stephen Falken           | John Wood         | Horst Raspe         |
| Jennifer Katherine Mack      | Ally Sheedy       | Simone Brahmann     |
| General Jack Beringer        | Barry Corbin      | Herbert Weicker     |
| Pat Healy                    | Juanin Clay       | Viktoria Brams      |
| Arthur Cabot                 | Kent Williams     | Reinhard Glemnitz   |
| Lyle Watson                  | Dennis Lipscomb   | Eberhard Mondry     |
| Colonel Joe Conley           | Joe Dorsey        | Werner Abrolat      |
| Paul Richter, WOPR-Techniker | Irving Metzman    | Gernot Duda         |
| Mr. Lightman                 | William Bogert    | Horst Sachtleben    |
| Mrs. Lightman                | Susan Davis       | Marianne Wischmann  |
| FBI-Agent Nigan              | James Tolkan      | Hartmut Becker      |
| Captain Jerry Lawson         | John Spencer      | Manfred Seipold     |
| Lt. Steve Phelps             | Michael Madsen    | Michael Brennicke   |
| Malvin                       | Eddie Deezen      | Tonio von der Meden |
| Jim Sting                    | Maury Chaykin     | Peter Musäus        |

## Hintergrund

### Vorbilder
Die Autoren des Films, Walter Parkes und Lawrence Lasker, orientierten sich bei der Figur des Professor Falken an Stephen Hawking. Sie waren fasziniert von der Idee eines genialen Wissenschaftlers, der von niemandem richtig verstanden wird.

### Tatsächliche Ereignisse
Eine reale Parallele war ein im selben Jahr 1983 durch Computerfehler in der Kommandozentrale der sowjetischen Luftraumüberwachung fälschlich angezeigter Atomraketenangriff der USA auf die Sowjetunion. Der diensthabende Offizier Stanislaw Petrow stufte die Angriffsmeldung als Fehlalarm ein, leitete deshalb keinen Gegenschlag ein und verhinderte so möglicherweise den Dritten Weltkrieg. Dieser Vorfall wurde erst Jahre später bekannt, siehe Nuklear-Fehlalarm von 1983.

### Hackeraspekte
Der Film enthält mehrere für die Hackerkultur typische Aspekte und Anspielungen auf reale Methoden.
David betreibt Wardialing, und auf die Frage seiner Freundin, ob dies nicht zu hohen Telefonkosten führe, antwortet er mit „There are ways around it“ (dt.: „Es gibt Möglichkeiten, das zu umgehen“; siehe hierzu Phreaking). Er betreibt eine – unrealistische – Form des Phreaking, als er mit einem Getränkedosenverschluss eine Gratis-Verbindung in einer Telefonzelle aufbaut. Er betätigt sich als Cracker, als er seine Schulnoten und die seiner Freundin im Schulcomputer verändert. David hat ebenso Spaß daran, in ein Flugbuchungssystem einzudringen und Flüge nach Paris für sich und seine Freundin zu reservieren. An Passwörter gelangt er durch Social Engineering. Um eine mit einer Tastenkombination geschützte Tür zu öffnen, nutzt er ein Diktiergerät, das die Tastentöne aufnimmt, wenn der Code von einem Wachmann eingegeben wird (Replay-Angriff). In den WOPR gelangt er mittels einer Backdoor.
Die Flugreservierung wird vom FBI als Fluchtvorbereitung ausgelegt, und dass er diese für zwei Personen vorgenommen hat, führt zum Vorwurf, er habe mindestens einen Mittäter oder sei sogar Teil einer Verschwörung. Ursprünglich unbedeutend erscheinende Informationen und mit den eigentlichen Vorgängen gar nicht in Zusammenhang stehende Handlungen werden also zu belastenden Indizien, aus denen ein Verdacht entsteht – ein Problem, vor dem Datenschützer heutzutage vermehrt warnen.
Ein wichtiger Aspekt der IT-Sicherheit wird im Film – wohl aus dramaturgischen Gründen – falsch dargestellt: WOPR versucht, den Abschusscode für die Atomraketen durch zufälliges Probieren zu ermitteln und kommt mit jedem richtigen Zeichen der vollständigen Lösung immer näher. In der Praxis ist diese Vorgehensweise nicht möglich – wenn ein versuchsweise eingegebenes Passwort vom System nicht akzeptiert wird, bekommt der Angreifer keinen Hinweis, welche Stellen bereits richtig gewesen sind.
Auch das Öffnen einer mit einer Zahlentastatur geschützten Tür ist so nicht möglich, da solche Schließeinrichtungen nur auf Tastendrücke reagieren und nicht auf abgespielte Töne. Solche an das Mehrfrequenzwahlverfahren bei der Telefonie erinnernden Töne würde so ein Schloss gar nicht erst erzeugen.

### Dreharbeiten
Der ursprüngliche Regisseur Martin Brest wurde wegen Meinungsverschiedenheiten mit den Produzenten nach wenigen Drehtagen entlassen und durch John Badham ersetzt. Etliche der von Brest gedrehten Szenen blieben aber im Film erhalten. Badham sagte später in einem Interview, dass Brest die Geschichte in einer sehr „düsteren“ Form umsetzen wollte. Da auf ihn Broderick und Sheedy wie Personen gewirkt hätten, die eine „Nazi-Undercover-Operation“ durchführten, wollte er erreichen, dass die beiden Hauptdarsteller mit mehr Spaß agierten. So brauchte Badham etwa ein Dutzend Aufnahmen der ersten gemeinsamen Szene von David und Jennifer, um die Schauspieler aufzulockern, da sie vor der Kamera zunächst „steif wie Bretter“ gewirkt hätten.

### Adaption und Rezeption
Mindestens ein Videospiel wurde in Anlehnung an den Film WarGames – Kriegsspiele produziert. Es wurde 1983 von THORN EMI Video unter dem Namen WarGames oder auch Computer War veröffentlicht. Erhältlich war das Spiel für die Spielkonsole ColecoVision, den Commodore 64, Atari-Heimcomputer und den Commodore VC 20. Auch das Computerspiel DefCon (2006, Introversion Software) weist, vor allem optisch, Elemente des Films auf. Im Videospiel Uplink (2001, Introversion Software) kann man „Global Thermonuclear War“ auf einem virtuellen Protovision Game Server mit der (im realen IPv4-Adressraum ungültigen) IP-Adresse 284.345.42.283 und dem Passwort „joshua“ spielen.
Die Musikgruppe Welle: Erdball hat sich 2011 in dem Song Der Kalte Krieg aus dem gleichnamigen Album dieser Thematik gewidmet. Sie benutzen das Original-Zitat „A strange game. The only winning move is not to play.“ und betten es künstlerisch-kritisch ein. Im dazugehörigen Musikvideo sind auch Mitschnitte aus dem oben genannten Computerspiel für den C64 zu sehen.

### Fortsetzung
Mehr als 20 Jahre nach dem Kinostart von WarGames – Kriegsspiele begann am 20. November 2006 die Produktion der Fortsetzung War Games 2: The Dead Code unter der Regie von Stuart Gillard. Der Film ist am 29. Juli 2008 in den USA auf DVD erschienen.

### Trivia
- Das Automatenspiel, das der Hauptdarsteller an zwei Stellen im Film spielt, ist Galaga.
- Das Automatenspiel Missile Command war eine Inspiration für den Film.
- Das Spiel DefCon, eine Atomkriegssimulation, ist an den Film angelehnt.
- Der Name Stephen Falken ist eine Anspielung auf Stephen Hawking.
- Als Hommage an den Film war das Benutzerkonto Stephen Falken lange Zeit Standard beim Betriebssystem NetBSD.
- Der Rechner von David – ein IMSAI 8080 – war ein real existierendes Modell, das aber schon seit 1975 hergestellt wurde und somit für die Zeit der Veröffentlichung des Films eigentlich relativ veraltet war. Hintergrund war die Überlegung der Produzenten, dem jugendlichen Hauptdarsteller einen veralteten Rechner zu geben, da er sich als Jugendlicher finanziell kein moderneres Gerät leisten könne. Außer dem Rechner verwendet David noch folgende technischen Geräte: eine Tastatur IMSAI IKB-1, ein Diskettenlaufwerk IMSAI FDC-2 dual 8″, einen 17″-Electrohome-Monitor und ein 1200-Baud-Modem Cermetek 212A, das mit dem Firmennamen IMSAI überklebt worden war. Auch der Videorekorder (ein JVC HR-3300) neben dem Computer, auf dem David eine Reportage über Stephen Falken abspielt, war bereits 1976 auf den Markt gekommen.
- Laut den Kommentaren von Lasker, Parkes und John Badham zum Film war die Rolle des Stephen Falken ursprünglich für John Lennon geschrieben worden.
- Im Computerspiel Call of Duty 4 – Modern Warfare (Level: „Kriegsspiele“) hat der Simulationscomputer WOPR einen Cameo-Auftritt.
- Am Vorabend des Beginns des Luftkrieges gegen den Irak 1991 (Operation Wüstensturm) nahm die ARD den Film aus dem Abendprogramm.
- Die beiden prägnanten Lieder Video Fever und History Lesson stammen von der Band The Beepers. Sie bestand aus dem Komponisten Arthur B. Rubinstein, Cynthia Morrow (Text und Gesang, Keyboards, Viola), Brian Banks und Anthony Marinelli (Keyboards). Der Gesang wurde durch ein Synclavier-System verfremdet. Die Combo hatte zuvor schon den Soundtrack von Das fliegende Auge arrangiert.
- Das vermutlich erste deutsche Internetcafé, eröffnet im Juli 1994 in Fürth, nannte sich in Anspielung auf den Film Falken’s Maze.
- David lebt in Seattle; der Film wurde jedoch im Raum Los Angeles gedreht. Als Kulisse für seine Schule diente die El Segundo High School. Sie wurde häufig für Filmaufnahmen genutzt.
- Die Außenszenen auf „Goose Island“ – die fiktive Insel, auf die sich Stephen Falken zurückgezogen hatte – wurden auf Anderson Island im US-Bundesstaat Washington gedreht.
- Die Szene, in der David die Computerfreaks Jim und Malvin besucht, wurde auf dem Microsoft-Campus in Redmond gedreht.
- In einer Szene, in der General Beringer über WOPR spricht, wurde in der deutschen Fassung das englische Wort „silicon“ fälschlicherweise mit „Silikon“ (engl. „silicone“) statt Silizium übersetzt. Der gleiche Übersetzungsfehler wird u. a. auch im Film James Bond 007 – Im Angesicht des Todes gemacht.
- Eine der Aufgaben im Roman Ready Player One ist das originalgetreue Nachspielen des gesamten Films.
- Eine Totale der NORAD-Kommandozentrale wurde als Hintergrund in einer Szene im Film Edge of Tomorrow verwendet.[7]
- Im Film The Return of the First Avenger betreten Captain America und Natasha Romanoff eine alte Bunkeranlage mit einem veralteten Computersystem. Romanoff fragt den Computer „Möchtest du ein Spiel spielen?“ und erklärt Captain America, dass dies ein Zitat aus einem alten Film sei. In Wargames stellt der Simulationscomputer WOPR diese Frage.
- Im FPS Spear Of Destiny kann die Kopierschutzabfrage mit dem Backdoor Password „joshua“ umgangen werden, was mit dem Kommentar „Greetings Professor Falken, would you like to play Spear of Destiny?“ kommentiert wird.
- „Crystal Palace“ ist der Spitzname für den NORAD-Komplex in Cheyenne Mountain, Colorado, USA.
- In Staffel 2, Episode 4 (Shall We Play a Game?) von Die Goldbergs sieht Barry sich den Film im Kino an und bekommt dadurch eine andere Sicht auf seinen kleinen Bruder Adam, der viel Zeit an seinem Heimcomputer verbringt.

## Kritiken
Das Lexikon des internationalen Films schreibt: „Ein Thriller, in dem das Hauptaugenmerk den katastrophalen Folgen eines Videospiels gilt. Ein perfekt inszenierter, spannender Film, der die Gefahren der Mikroelektronik vor Augen führt und auf mögliche Katastrophen durch die computergesteuerte Atomrüstung hinweist.“
Roger Ebert schrieb in der Chicago Sun-Times vom 3. Juni 1983, der Film sei gleichzeitig emotional wie auch intellektuell interessant. Das Ende des Films bezeichnete er als wundervoll (wonderful). Ebert lobte ganz besonders die von Dabney Coleman und Barry Corbin dargestellten Charaktere.
TV Spielfilm schrieb: „Intelligente, subversive Hightech-Thriller-Unterhaltung und cleveres „Kriegsspiel“ aus der Reagan-Ära … Regisseur John Badham entwickelte aus diesem Stoff der allgegenwärtigen Bedrohung der Menschheit durch Maschinen einen respektablen Thriller, der allerdings in der klischeehaften Heroisierung des Knaben David und der kollektiven Vertölpelung der Erwachsenen sehr amerikanisch wirkt – und damit im Auge des aufgeklärten europäischen Betrachters regelrecht dämlich. An den Kinokassen zahlte sich das Rezept indes aus: Die computerbesessene Generation der amerikanischen Teenager stürmte seinerzeit millionenfach die Lichtspielhäuser. Ein Oscar war Wargames nicht vergönnt, obwohl der technisch brillante Film in den Sparten Drehbuch, Kamera und Ton für die Trophäe nominiert worden war.“

## Auszeichnungen
Der Film war in den Kategorien Bester Ton, Beste Kamera und Bestes Originaldrehbuch für einen Oscar nominiert. John Badham gewann den Saturn Award für seine Regie; der Film war in fünf weiteren Kategorien für diesen Preis nominiert, darunter für die Schauspieler Matthew Broderick, Ally Sheedy und John Wood, für die Drehbuchautoren und als Bester SF-Film.
Der Film gewann den British Academy Film Award (BAFTA Award) für den besten Ton; er war in zwei weiteren Kategorien nominiert. Sowohl Ally Sheedy wie auch der Film als Bester Familienfilm wurden für den Young Artist Award nominiert. Die Drehbuchautoren wurden für den Writers Guild of America Award nominiert. Tom Rolf gewann den American Cinema Editors Award.

## Buch und Filmmedien
- Buch: „WarGames. Kriegsspiele.“ von David Bischoff, Lawrence Lasker, Walter F. Parkes, Heyne Verlag (1983), ISBN 3-453-01920-2.
- Jugendbuch: „Wargames“ von David Bischoff (in französischer Sprache) bearbeitet von J. Landreaux-Valabrègue mit Illustrationen von N. Forster, Hachette (Paris 1983), ISBN 2-01-009845-5.
- DVD: „Wargames – Kriegsspiele“ mit Matthew Broderick, Dabney Coleman und John Wood, 2006.
- VHS: „Wargames – Kriegsspiele“ mit Matthew Broderick, Dabney Coleman und John Wood, 1999.